# Нина Радовановић
Нина Радовановић (Београд, 19. децембар 1991) је српска боксерка.
Она је била прва женска боксерка која је представљала Србију на Летњим олимпијским играма 2020. у Токију у мува категорији.